# Gottstreu
Gottstreu ist ein Ortsteil der Gemeinde Wesertal im nordhessischen Landkreis Kassel.

## Geografische Lage
Die kleine Ortschaft Gottstreu liegt in Nordhessen am linken Ufer der Oberweser an der waldreichen Nordostabdachung des Reinhardswalds. Sie befindet sich etwa 18 km nördlich von Hann. Münden, 29 km nordöstlich von Kassel, zwölf Kilometer südöstlich von Bad Karlshafen, neun Kilometer südsüdwestlich von Uslar und drei Kilometer südöstlich von Gieselwerder, einem der Verwaltungsstandorte der Gemeinde Wesertal mit der nächsten Weserbrücke (alle Angaben Luftlinie).
Die Ortschaft Weißehütte gehört zu Gottstreu.

## Geschichte

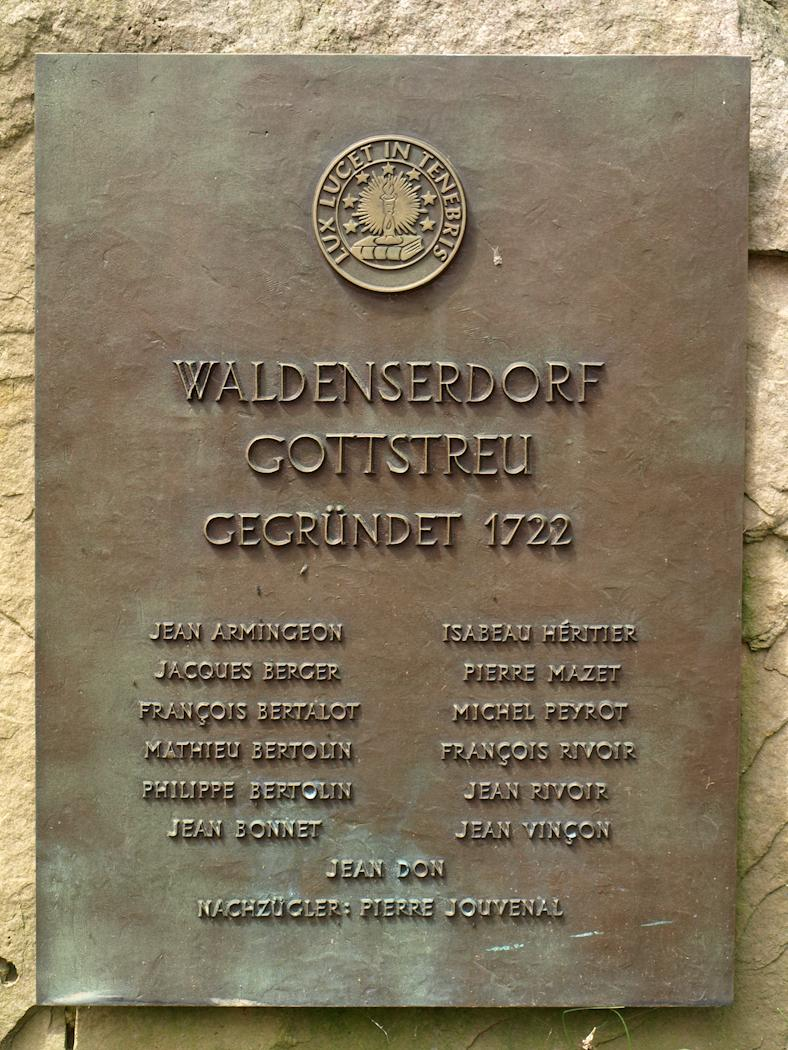
Tafel mit den Namen der ersten zwölf Siedler

### Ortsgeschichte
Gottstreu wurde im Jahr 1722 für waldenser Glaubensflüchtlinge aus Frankreich von Landgraf Karl von Hessen-Kassel als „Kolonie“ gegründet, ebenso wie das nahe gelegene Dorf Gewissenruh. Die religiös geprägten Namen beider Orte wählte der Landgraf persönlich aus. Die Kolonien wurden als Straßendörfer mit jeweils zwölf Parzellen angelegt. Die Neusiedler lebten von Landwirtschaft und Waldarbeit. Bis 1825 wurde im Gottesdienst und im Schulunterricht Französisch gesprochen. Französische Inschriften auf Hausbalken und französische Familiennamen zeugen noch heute von der Vergangenheit der im Volksmund als Franzosendörfer bezeichneten Orte.
Hessische Gebietsreformen seit 1970
Im Zuge der Gebietsreform in Hessen fusionierten zum 1. Februar 1971 die bis dahin selbständigen Gemeinden Arenborn, Gewissenruh, Gieselwerder, Gottstreu und Oedelsheim freiwillig zur neuen Gemeinde Oberweser. Sitz der Gemeindeverwaltung wurde Gieselwerder. Am 1. August 1972 kam noch kraft Landesgesetz Heisebeck hinzu. Zum 1. Januar 2020 fusionierten die Gemeinden Oberweser und Wahlsburg zur neuen Gemeinde Wesertal. Der Ortsbezirk Gottstreu blieb weiter bestehen.

### Verwaltungsgeschichte im Überblick
Die folgende Liste zeigt die Staaten und Verwaltungseinheiten, denen Gottstreu angehört(e):
- ab 1722: Heiliges Römisches Reich, Landgrafschaft Hessen-Kassel, Amt Sababurg
- ab 1806: Landgrafschaft Hessen-Kassel, Amt Sababurg
- 1807–1813: Königreich Westphalen, Departement der Fulda, Distrikt Kassel, Kanton Karlshafen
- ab 1815: Kurfürstentum Hessen, Amt Sababurg[7]
- ab 1821/22: Kurfürstentum Hessen, Provinz Niederhessen, Landkreis Hofgeismar[8][Anm. 2]
- ab 1848: Kurfürstentum Hessen, Bezirk Kassel
- ab 1851: Kurfürstentum Hessen, Provinz Niederhessen, Landkreis Hofgeismar
- ab 1867: Königreich Preußen, Provinz Hessen-Nassau, Regierungsbezirk Kassel, Landkreis Hofgeismar
- ab 1871: Deutsches Reich, Königreich Preußen, Provinz Hessen-Nassau, Regierungsbezirk Kassel, Landkreis Hofgeismar
- ab 1918: Deutsches Reich, Freistaat Preußen, Provinz Hessen-Nassau, Regierungsbezirk Kassel, Landkreis Hofgeismar
- ab 1944: Deutsches Reich, Freistaat Preußen, Provinz Kurhessen, Landkreis Hofgeismar
- ab 1945: Deutsches Reich, Amerikanische Besatzungszone, Groß-Hessen, Regierungsbezirk Kassel, Landkreis Hofgeismar
- ab 1946: Deutsches Reich, Amerikanische Besatzungszone, Hessen, Regierungsbezirk Kassel, Landkreis Hofgeismar
- ab 1949: Bundesrepublik Deutschland, Hessen, Regierungsbezirk Kassel, Landkreis Hofgeismar
- ab 1971: Bundesrepublik Deutschland, Hessen, Regierungsbezirk Kassel, Landkreis Hofgeismar, Gemeinde Oberweser
- ab 1972: Bundesrepublik Deutschland, Hessen, Regierungsbezirk Kassel, Landkreis Kassel, Gemeinde Oberweser
- ab 2020: Bundesrepublik Deutschland, Hessen, Regierungsbezirk Kassel, Landkreis Kassel, Gemeinde Wesertal

## Bevölkerung

### Einwohnerstruktur 2011
Nach den Erhebungen des Zensus 2011 lebten am Stichtag dem 9. Mai 2011 in Gottstreu 309 Einwohner. Darunter waren 3 (1,0 %) Ausländer. Nach dem Lebensalter waren 39 Einwohner unter 18 Jahren, 105 zwischen 18 und 49, 87 zwischen 50 und 64 und 81 Einwohner waren älter. Die Einwohner lebten in 135 Haushalten. Davon waren 27 Singlehaushalte, 39 Paare ohne Kinder und 51 Paare mit Kindern, sowie 15 Alleinerziehende und keine Wohngemeinschaften. In 24 Haushalten lebten ausschließlich Senioren und in 75 Haushaltungen lebten keine Senioren.

### Einwohnerentwicklung
- 1722: Kolonie mit 12 Familien[5]
- 1747: 12 Haushaltungen[5]

| Gottstreu: Einwohnerzahlen von 1834 bis 2020 | Gottstreu: Einwohnerzahlen von 1834 bis 2020 | Gottstreu: Einwohnerzahlen von 1834 bis 2020 | Gottstreu: Einwohnerzahlen von 1834 bis 2020 | Gottstreu: Einwohnerzahlen von 1834 bis 2020 |
| --- | -------------------------------------------- | -------------------------------------------- | -------------------------------------------- | -------------------------------------------- |
| Jahr |                                              |                                              |                                              | Einwohner                                    |
| 1834 | 1834                                         |                                              | 223                                          | 223                                          |
| 1840 | 1840                                         |                                              | 261                                          | 261                                          |
| 1846 | 1846                                         |                                              | 284                                          | 284                                          |
| 1852 | 1852                                         |                                              | 301                                          | 301                                          |
| 1858 | 1858                                         |                                              | 301                                          | 301                                          |
| 1864 | 1864                                         |                                              | 298                                          | 298                                          |
| 1871 | 1871                                         |                                              | 287                                          | 287                                          |
| 1875 | 1875                                         |                                              | 296                                          | 296                                          |
| 1885 | 1885                                         |                                              | 297                                          | 297                                          |
| 1895 | 1895                                         |                                              | 334                                          | 334                                          |
| 1905 | 1905                                         |                                              | 338                                          | 338                                          |
| 1910 | 1910                                         |                                              | 312                                          | 312                                          |
| 1925 | 1925                                         |                                              | 341                                          | 341                                          |
| 1939 | 1939                                         |                                              | 326                                          | 326                                          |
| 1946 | 1946                                         |                                              | 512                                          | 512                                          |
| 1950 | 1950                                         |                                              | 472                                          | 472                                          |
| 1956 | 1956                                         |                                              | 377                                          | 377                                          |
| 1961 | 1961                                         |                                              | 383                                          | 383                                          |
| 1967 | 1967                                         |                                              | 360                                          | 360                                          |
| 1970 | 1970                                         |                                              | 369                                          | 369                                          |
| 1980 | 1980                                         |                                              | ?                                            | ?                                            |
| 1990 | 1990                                         |                                              | ?                                            | ?                                            |
| 2000 | 2000                                         |                                              | ?                                            | ?                                            |
| 2011 | 2011                                         |                                              | 309                                          | 309                                          |
| 2020 | 2020                                         |                                              | 278                                          | 278                                          |
| Datenquelle: Historisches Gemeindeverzeichnis für Hessen: Die Bevölkerung der Gemeinden 1834 bis 1967. Wiesbaden: Hessisches Statistisches Landesamt, 1968. Weitere Quellen: LAGIS; Zensus 2011; Gemeinde Wesertal |                                              |                                              |                                              |                                              |

### Historische Religionszugehörigkeit
| • 1885: | 297 evangelische (= 100 %) Einwohner                               |
| • 1961: | 335 evangelische (= 87,47 %), 42 katholische (= 10,97 %) Einwohner |

## Kultur und Sehenswürdigkeiten
Für die unter Denkmalschutz stehenden Kulturdenkmäler des Ortes siehe die Liste der Kulturdenkmäler in Gottstreu.

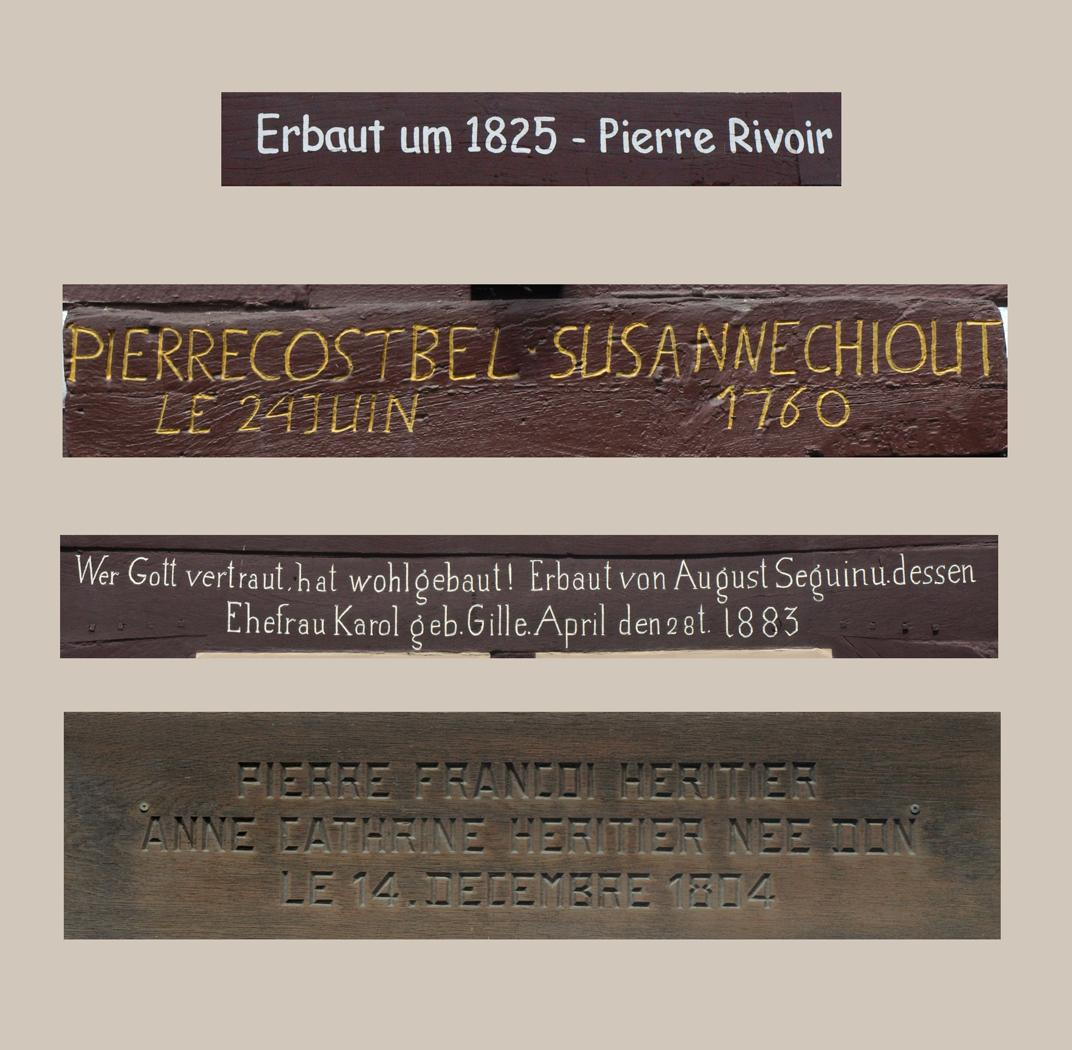
Inschriften in Gottstreu und Gewissenruh erinnern an die französische Abstammung.
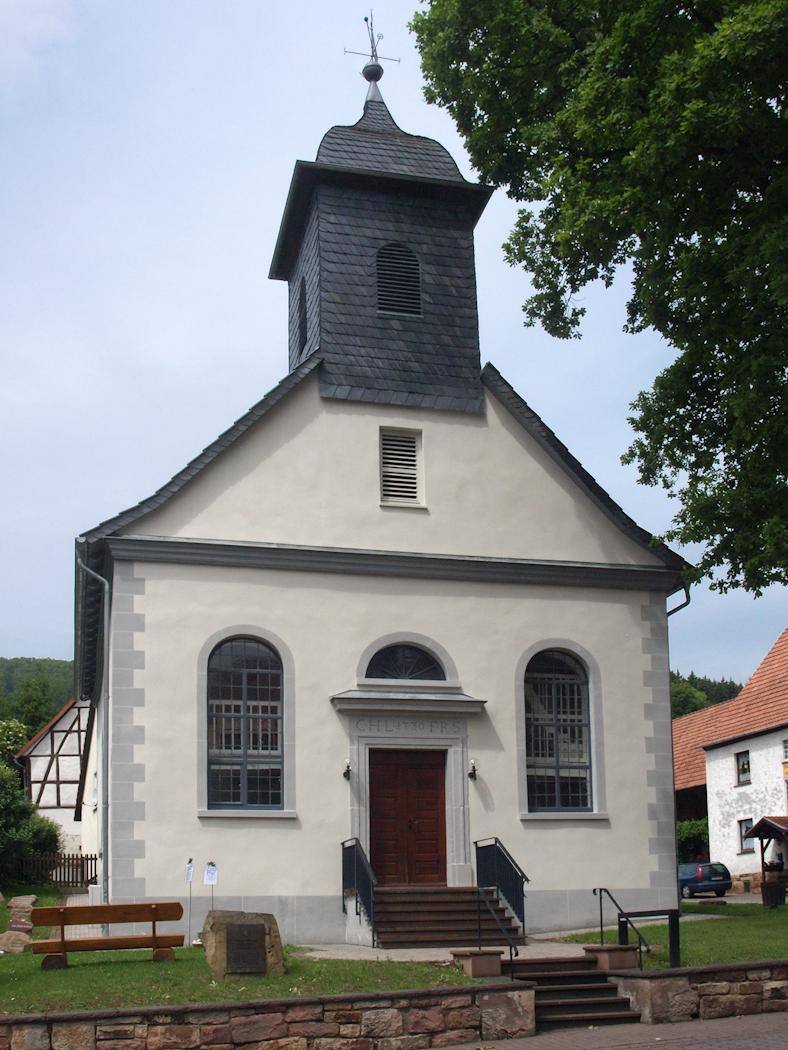
Waldenserkirche in Gottstreu
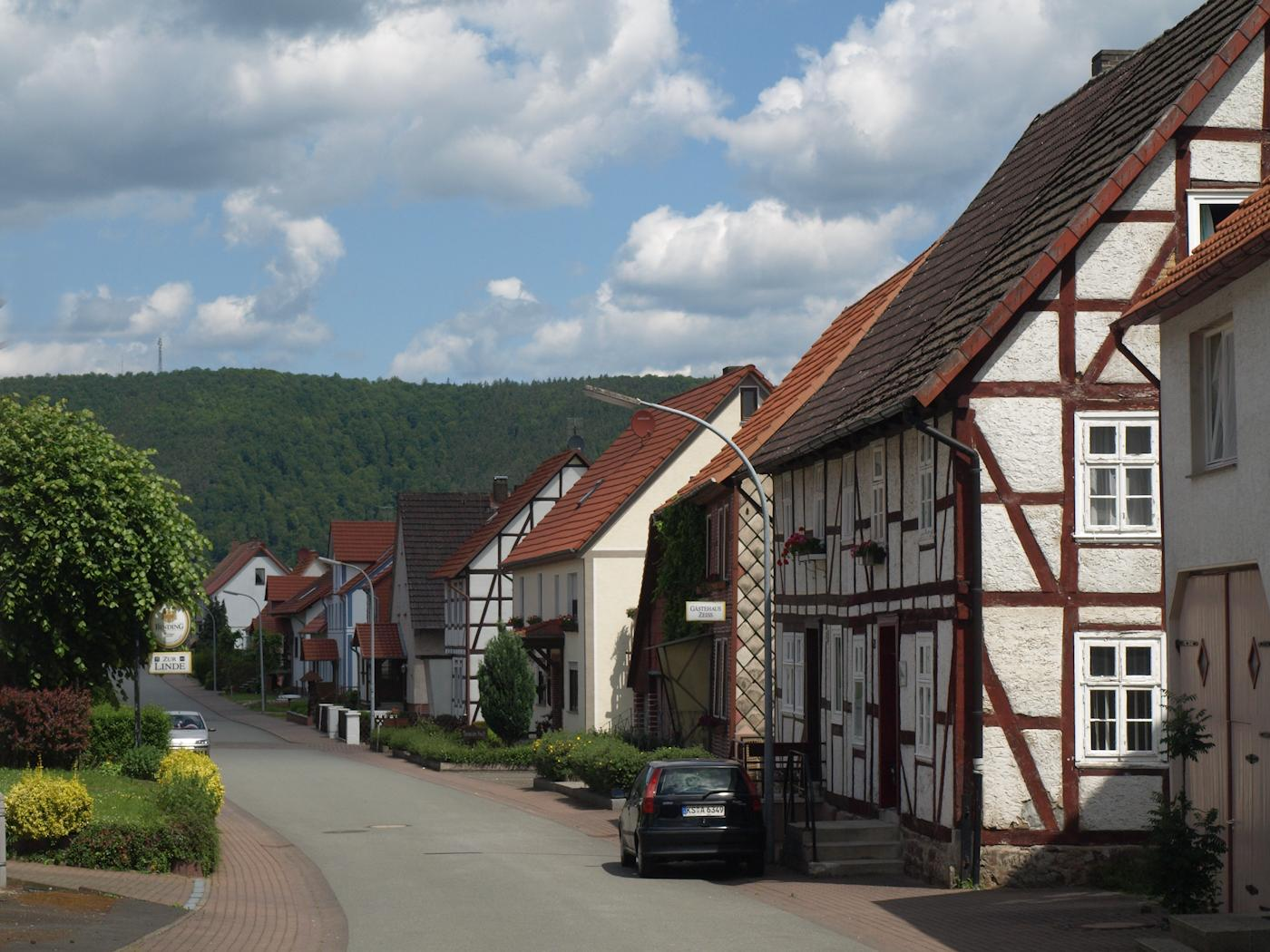
Untere Straße in Gottstreu

## Politik
Für Gottstreu besteht ein Ortsbezirk mit Ortsbeirat und Ortsvorsteher nach der Hessischen Gemeindeordnung. Der Ortsbeirat besteht aus fünf Mitgliedern. Bei den Kommunalwahlen in Hessen 2021 wurden gewählt: ein Mitglied der SPD und vier Mitglieder der „Gemeinschaftsliste Gottstreu“. Der Ortsbeirat wählte Karsten Bock (SPD) zum Ortsvorsteher.

## Wirtschaft und Infrastruktur
Gottstreu ist der Standort der Fabrik für Plastifol-Profile und Zierleisten „Egon Krautheim GmbH“. Die Land- und Forstwirtschaft spielt kaum noch eine Rolle.

### Tourismus
Gottstreu ist ein staatlich anerkannter Erholungsort und liegt am Weserradweg. Unterkunftsmöglichkeiten gibt es in einer Pension vor Ort. In der Nachbarschaft gibt es Frei- und Hallenbäder, Campingplätze und weitere Sehenswürdigkeiten wie unter anderem Orte mit alten Fachwerkhäusern und einige Burgen und Burgruinen (Saba-, Trendel-, Bram- und Krukenburg).

### Verkehr
Direkt am Ortsrand verläuft die Bundesstraße 80. Bei Hann. Münden befindet sich die nächste Autobahnausfahrt der A 7 und bei Warburg jene der A 44.
Regionalbahnhöfe gibt es in Hann. Münden, Hofgeismar und Bodenfelde; ICE/IC halten in Kassel, Göttingen und Warburg.
Überregional bedeutende Flughäfen befinden sich in Hannover und bei Paderborn.

## Persönlichkeiten

### Ehrenbürger
- 1895 Otto von Bismarck (1815–1898), Reichskanzler

### Mit Gottstreu verbundene Persönlichkeiten
- Hans Otfried Dittmer (1952–2018), Schriftsteller, lebte in Gottstreu